# Sense quarter

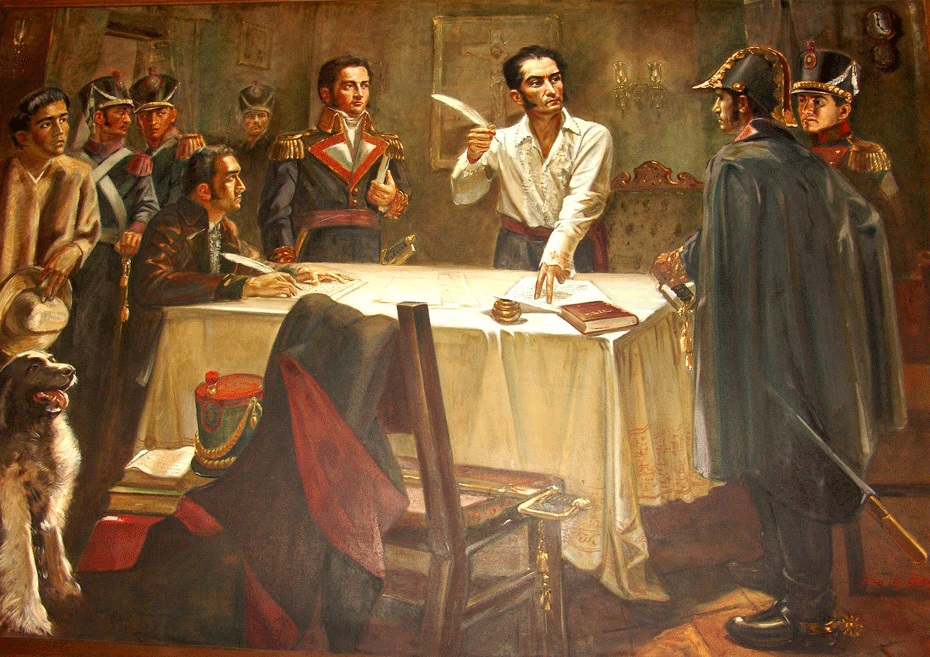
Simón Bolívar signant el Decreto de Guerra a Muerte.

Una lluita sense quarter o sense presoners té lloc quan el vencedor no mostra clemència ni pietat i es nega a perdonar-li la vida al vençut a canvi d'una rendició incondicional (entrega sense condicions de l'oponent vençut). Va en contra del dret internacional humanitari modern declarar que no es faran presoners
En el passat, durant un setge, s'acceptava que si a una guarnició enemiga se li oferia l'oportunitat d'una rendició incondicional i no acceptava aquests termes, aleshores si l'atacant posteriorment capturava membres de la guarnició, d'acord amb les lleis de guerra habituals en aquell moment, al no haver aceptat la rendició incondicional l'atacant podia triar entre fer-los presoners o matar-los.
En el passat, en algunes circumstàncies, les forces oposades manifestaven la seva intenció de no cedir utilitzant una bandera; tanmateix, l'ús d'una bandera vermella per indicar "sense quarter" no sembla haver estat aceptat universalment entre els combatents.

## Etimologia
La manera de "lluitar sense quarter" ve de l'antic llenguatge militar. Durant els enfrontaments, un bàndol que perdia tenia l'oportunitat de retirar-se a canvi d'una petita suma de diners anomenada “quarter”. Si no acceptava la rendició, s'obligava l'oponent a lluitar fins a la mort. Igualment coneguda és la dita “no doneu quarter”, que vol dir no donar respir a algú, o dur a terme una iniciativa amb crueltat.
La frase pot provenir també de quan el comandant d'un exèrcit victoriós no acceptava quarter, en el sentit d'acollir combatents enemics capturats, per tant, de no acceptar cap presoner, cosa que implicava que tots els enemics vençuts havien de morir.
Un altre origen proposat per l'Oxford English Dictionary és que el terme "barri" pot significar "relacions amb l'altre", en aquest cas "no quarter" implica la negació d'un acord (una relació) amb l'enemic que es vol rendir.

## Història

Bandera de sang

Al segle XVII, la guerra de setge era un art exacte, les regles del qual eren tan ben enteses que apostar pel resultat i la durada d'un setge es va convertir en una bogeria popular; l'aleshores enorme quantitat de 200.000 lliures es va arribar a apostar pel resultat del segon setge de Limerick el 1691. L'honor professional exigia una defensa, però si es rendien un cop s'havia fet "una bretxa practicable", se'ls donava "quarter" a les guarnicions. Es feia "batent la chamade" (crida amb tambors i cornetes).. si ho aceptaven, se'ls deixava mantenir les seves armes i rebien un salconduit fins al territori amic més proper. Si una guarnició continuava la defensa més enllà d'aquest punt, ja no s'aplicava aquesta concessió, i quedaven per tant, "sense quarter"; llavors els vencedors del setge tenien "permès" saquejar la ciutat, i sovint mataven tota la guarnició.
"La chamade o crida era un cert cop de tambor, o so de trompeta, que s'adreçava a l'enemic com una mena de senyal, per informar-los d'alguna proposició que calia fer al comandant; o bé capitular, permís per enterrar els seus. mort, fer una treva.. "

El tradicional " Jolly Roger " de la pirateria

En algunes circumstàncies, les forces oposades manifestarien la seva intenció de no donar quarter utilitzant una bandera vermella. No obstant això, l'ús d'una bandera vermella per senyalitzar sense quart no va estar universalment acceptada entre els combatents.
S'han utilitzat banderes negres per indicar que es donava quarter si la rendició era ràpida; l'exemple més conegut és el Jolly Roger utilitzat pels pirates per intimidar una tripulació amb l'objectiu perquè es rendís. Amb un quart prometedor, els pirates van evitar batalles navals costoses i perilloses que podrien deixar els dos vaixells parals i desenes de tripulants morts o incapacitats. Altres inclouen durant la Rebel·lió de Taiping de 1850 a 1864, així com per unitats irregulars de l'Exèrcit Confederat a la Guerra Civil dels EUA. A Tippermuir l'any 1644, els covenants escocesos van utilitzar el crit de guerra "Jesus, and no quarter" ("Jesús, i sense quartter"), significant que no farien presoners.

## Dret internacional humanitari
Segons el dret internacional humanitari, "està especialment prohibit ... declarar que no es donarà quarter". Això es va establir en virtut de l'article 23 (d) de la Convenció de l'Haia de 1907 IV - Les lleis i costums de la guerra terrestre. Des de la sentència sobre la llei relativa als crims de guerra i crims contra la humanitat als judicis de Nuremberg l' octubre de 1946, la Convenció de l'Haia de 1907, inclosa la prohibició explícita de declarar que no es donarà quarter, es considera que forma part de les lleis consuetudinàries de guerra i són vinculants per a totes les parts en un conflicte armat internacional.